# Pelhřimov
Pelhřimov (deutsch Pilgram oder Pilgrams) ist eine Stadt  mit etwa 17.000 Einwohnern in der südostböhmischen Region Vysočina. Das historische Stadtzentrum wurde 1969 zum städtischen Denkmalreservat erklärt.

## Geographie

### Nachbargemeinden
Pelhřimov besitzt durch die beiden länglichen Ausdehnungen des Gemeindegebietes nach Nordost und Nordwest außergewöhnlich viele Nachbargemeinden:
| Útěchovice, Útěchovičky, Čížkov | Červená Řečice, Bácovice, Krasíkovice, Svépravice | Kojčice, Dehtáře, Velký Rybník, Žirov, Zachotín        |
| Dubovice, Nová Cerekev          | Kompassrose, die auf Nachbargemeinden zeigt       | Olešná u Pelhřimova, Střítež pod Křemešníkem, Vyskytná |
| Ondřejov                        | Vokov, Pavlov u Rynárce                           | Putimov                                                |

### Stadtgliederung
Die Stadt Pelhřimov besteht aus den Ortsteilen Benátky (Benatek), Bitětice (Bitietitz), Čakovice (Tschakowitz), Hodějovice (Hodejowitz), Houserovka (Hauserhof), Chvojnov (Chwojnow), Janovice (Janowitz), Jelcovy Lhotky (Jeletz Lhotka), Kocourovy Lhotky (Kocour Lhotka), Lešov (Leschau), Lipice (Lipitz), Myslotín (Myslotin), Nemojov (Nemojow), Ostrovec (Ostrowetz), Pejškov (Pejschkow), Pelhřimov (Pilgrams), Pobistrýce (Pobistreitz), Radětín (Radietin), Radňov (Radniow), Rybníček (Klein Rybnik), Skrýšov (Skrejschow,), Služátky (Sluschatek), Starý Pelhřimov (Altpilgrams), Strměchy (Stremiech), Útěchovičky (Klein Autiechowitz), Vlásenice (Wlasenitz) und Vlásenice-Drbohlavy (Wlasenitz Derbohlaw).
Grundsiedlungseinheiten sind Benátky, Bitětice, Čakovice, Hartlíkov, Hodějovice, Hodějovická, Houserovka, Chvojnov, Janovice, Jelcovy Lhotky, Kamenné Dvory, Kocourovy Lhotky, Lejšovka, Lešov, Lhotky, Lipice, Maštálka, Myslotín, Na obci, Na výsluní, Nemocnice, Nemojov, Ostrovec, Pejškov, Pelhřimov-střed, Pobistrýce, Pražské předměstí, Průmyslový obvod, Radětín, Radňov, Rybníček, Sídliště Pražská, Skrýšov, Služátky, Starý Pelhřimov, Strachov, Strměchy, Svatá Anna, U nádraží, U Polního Dvora, Útěchovičky, Vlásenice und Vlásenice-Drbohlavy.
Das Gemeindegebiet gliedert sich in die Katastralbezirke Benátky u Houserovky, Bitětice, Čakovice u Pelhřimova, Hodějovice, Houserovka, Chvojnov, Janovice u Houserovky, Jelcovy Lhotky, Lešov, Lipice, Myslotín, Nemojov, Ostrovec u Houserovky, Pejškov, Pelhřimov, Pobistrýce, Radětín, Radňov u Rynárce, Skrýšov u Pelhřimova, Služátky u Pelhřimova, Starý Pelhřimov, Strměchy, Vlásenice u Pelhřimova und Vlásenice-Drbohlavy.

## Geschichte

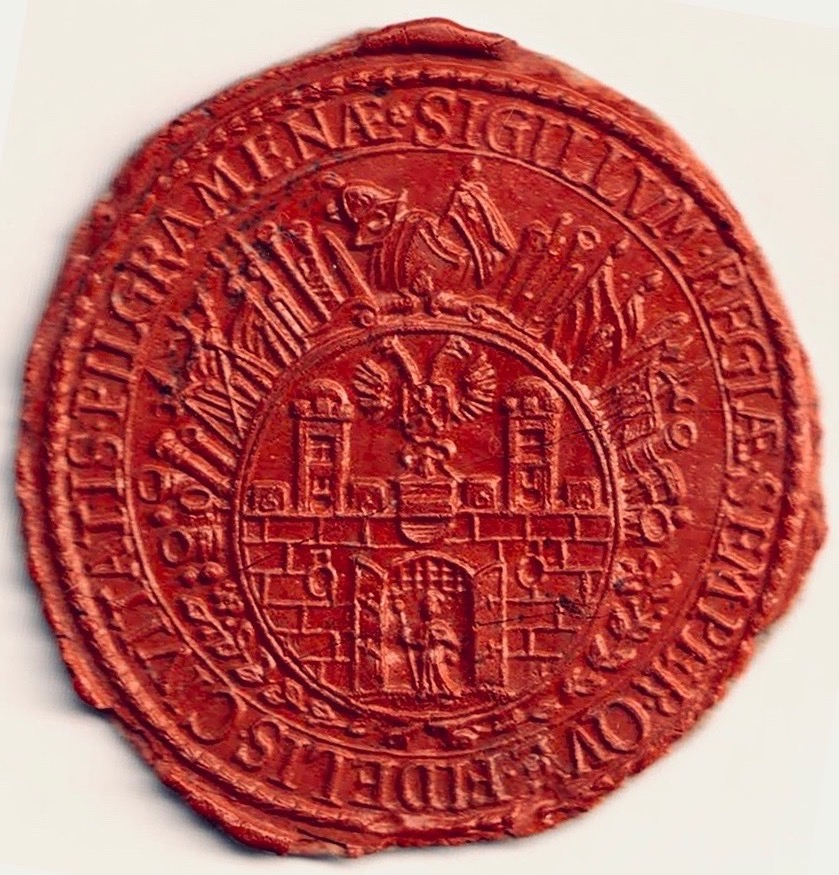
Siegel der Stadt zum Todestag von Leopold II. des böhmischen Königs und römischen Kaisers 1792

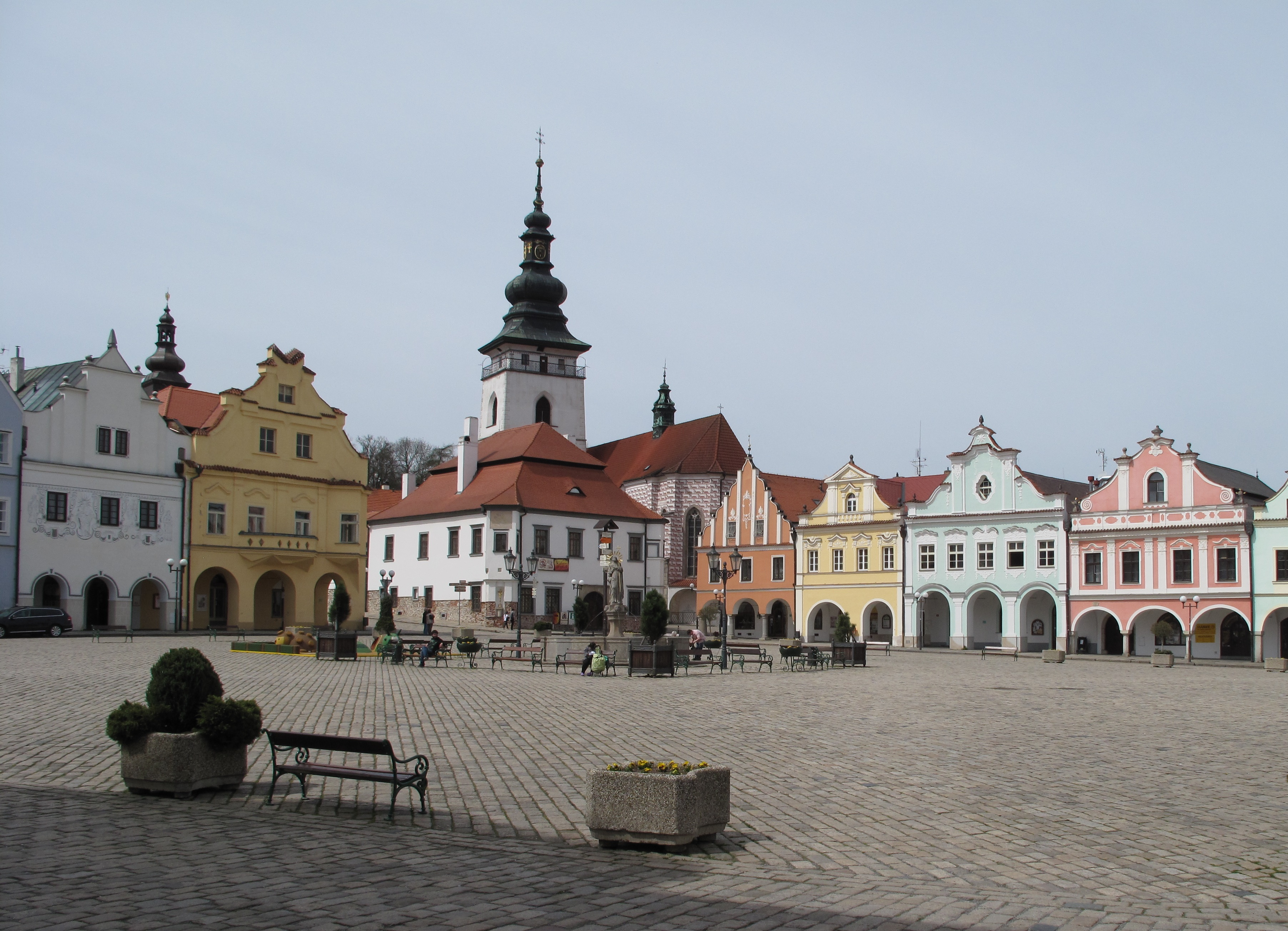
Hauptplatz in Pelhřimov mit dem Turm der Kirche des Heiligen Bartholomäus

Nachdem Vladislav II. 1144 die Gegend östlich von Chýnov bis zur mährischen Grenze dem Bistum Prag überlassen hatte, erfolgte die Besiedlung des Gaus, dessen Zentrum Řečice bildete. Die erste Ansiedlung entstand wahrscheinlich in der zweiten Hälfte des 12. Jahrhunderts an der Stelle des heutigen Starý Pelhřimov. Nachdem im 13. Jahrhundert um die Kirche St. Veit und die heutige Hrnčířská ulice eine neue Siedlung entstanden war, wurde der Name auf diese übertragen. 1289 wurde Pelhřimov bei einem Einfall des Witigonen Vítek von Hluboká verwüstet.
Nachdem Řečice 1384 durch einen Stadtbrand verwüstet worden war, erfolgte der Ausbau von Pelhřimov zum neuen Zentrum der Herrschaft Řečice. Maßgeblich für die Entwicklung zum wirtschaftlichen Zentrum war der Silberbergbau um den Křemešník und bei Vyskytná. 1406 erteilte Erzbischof Zbynko Zajíc von Hasenburg der Stadt große Privilegien und regelte die Rechte zwischen dem Rat und der Herrschaft.
1415 verpfändete Konrad von Vechta die Herrschaft Pelhřimov einschließlich Řečice an den Ritter Jan von Chotěmice. 1422 eroberten während der Hussitenkriege die Taboriten das Gebiet. Nachfolgend gehörte die Herrschaft verschiedenen Adelsgeschlechtern.
1436 erwarb sie Mikuláš Trčka von Lípa. Auf seine Initiative fanden in Pelhřimov in den 1440er Jahren vier Landtage zur Vermittlung zwischen den Katholiken und Hussiten statt. Nach dem Tode Mikuláš Trčka von Lípas fiel die Herrschaft an die Hofkammer zurück. Ladislaus Postumus teilte sie 1454 in die Herrschaften Řečice und Pelhřimov auf. Pelhřimov fiel Mikuláš Trčkas Söhnen zu, Besitzer von Řečice wurde der Witigone Heinrich von Stráž.
1549 erwarben die Herren von Říčany die Herrschaft Pelhřimov. Nachfolgend kam es zwischen der Stadt und der Herrschaft zu andauernden Fehden, die dazu führten, dass sich die Stadt 1572 aus der Untertänigkeit freikaufte. 1596 wurde Pelhřimov zur freien Königsstadt erhoben. Der Dreißigjährige Krieg beendete die Blüte der Stadt, die von verschiedenen Truppen gebrandschatzt wurde. Die 1623 aus dem Besitz des Aufständischen konfiszierte Herrschaft Pelhřimov wurden dem Erzbistum Prag überlassen. Während des 17. und 18. Jahrhunderts entwickelte sich Pelhřimov zu einer Tuchmacherstadt, und es entstanden zahlreiche Manufakturen. Nach dem großen Stadtbrand von 1766 erfolgte der Wiederaufbau der Stadt in barockem Stil. Im 19. Jahrhundert setzte die Industrialisierung ein, hauptsächlich entstanden Bürsten- und Wirkwarenfabriken und Stärkereien. Nach der Aufhebung der Patrimonialherrschaften wurde Pelhřimov 1850 zum Sitz einer Bezirkshauptmannschaft und eines Gerichtsbezirks. 1883 begann die Böhmisch-Mährische Transversalbahn mit dem Bau der Eisenbahnstrecke von Tábor nach Horní Cerekev, die 1889 eingeweiht wurde. Bis 2001 war Pelhřimov Verwaltungssitz des Okres Pelhřimov.
Am 11. November 2000 wurde der Asteroid (7532) Pelhřimov nach der Stadt benannt.

## Städtepartnerschaften
- Dolný Kubín, Slowakei
- Hildburghausen, Deutschland
- Sankt Valentin, Österreich

## Sehenswürdigkeiten

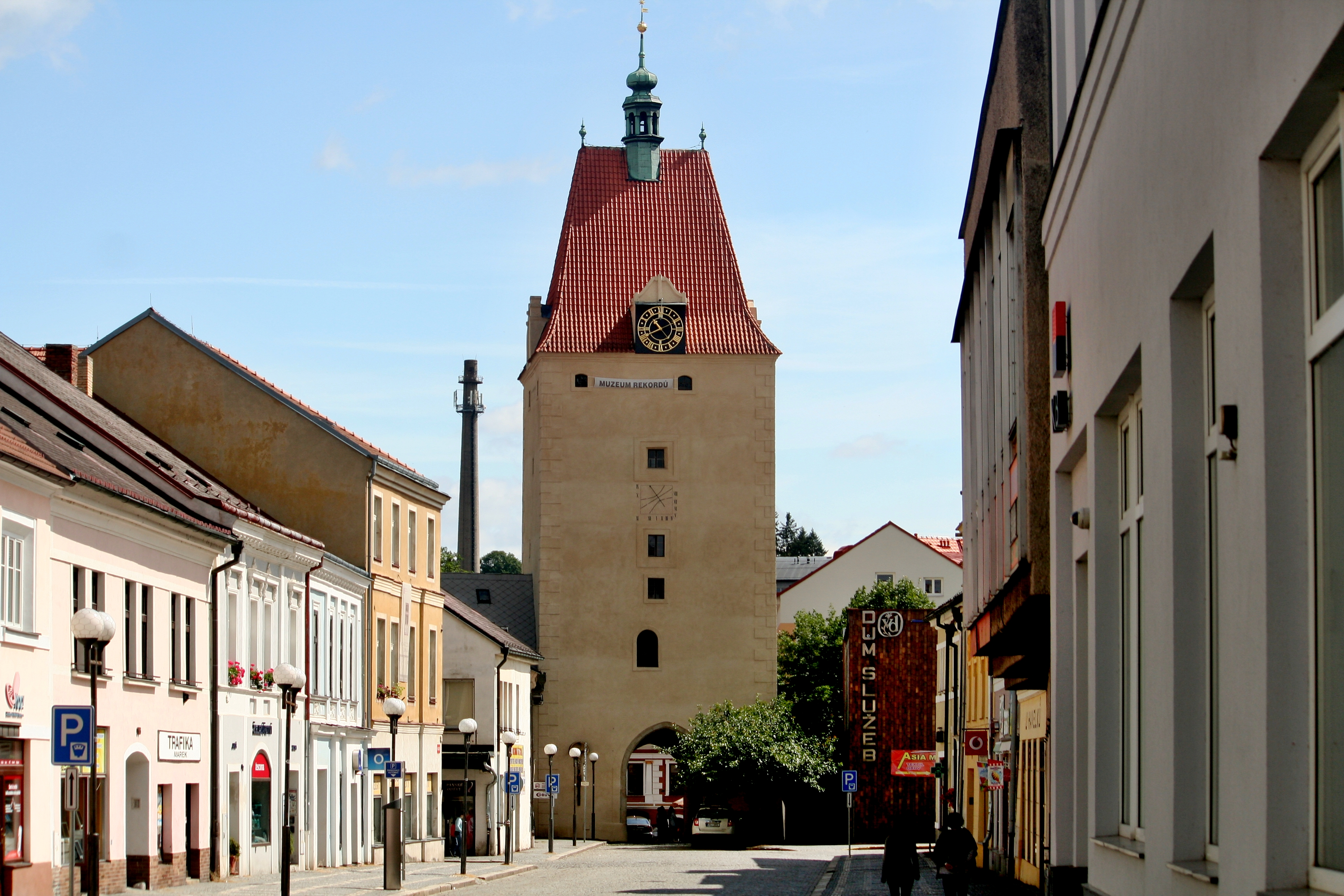
Tor der Stadtbefestigung

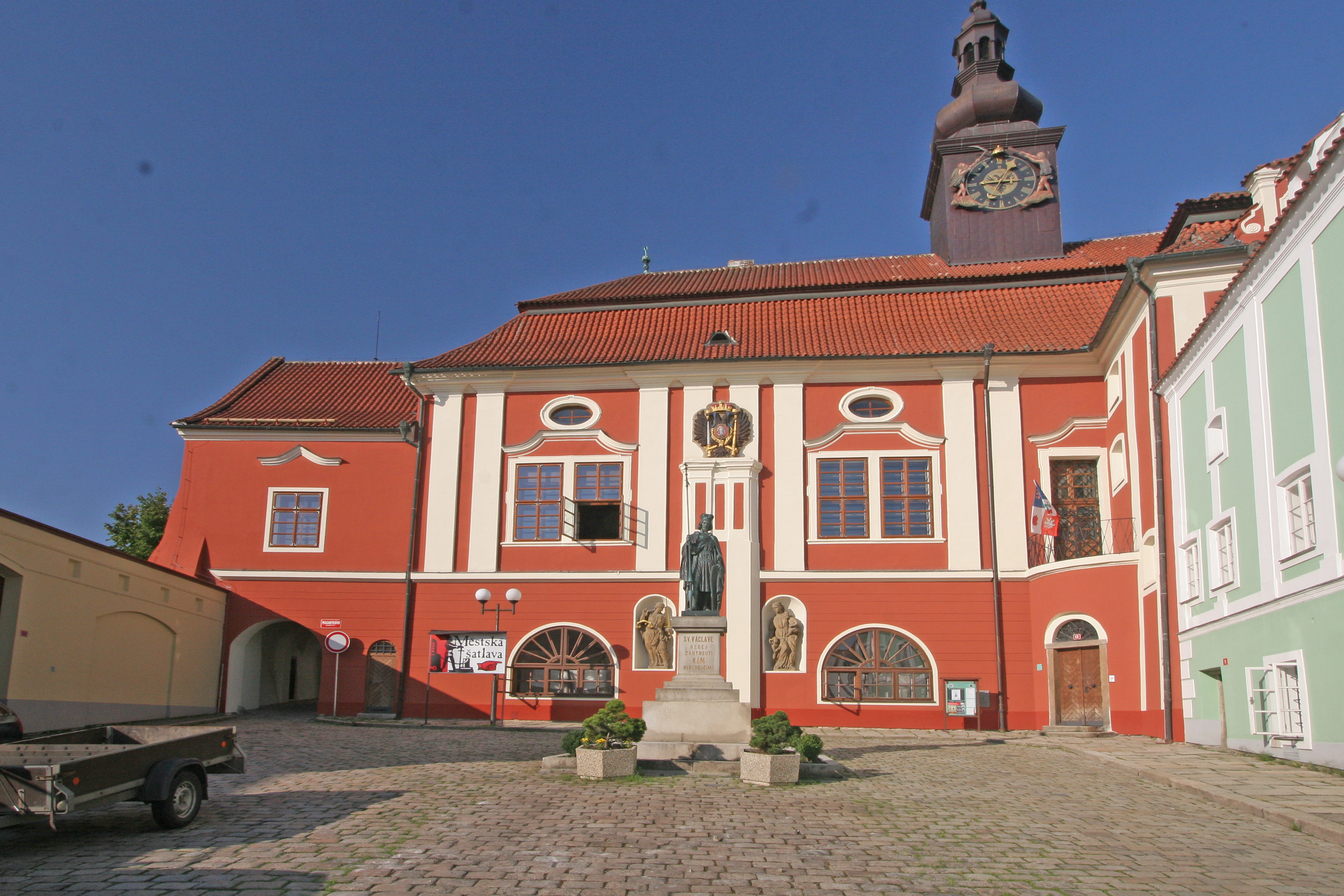
Schloss Pelhřimov

Pelhřimov hat eine mittelalterliche Innenstadt, mehrere Kirchen und ein Stadtmuseum. Außerdem beherbergt es das Museum der Rekorde. Der Hauptplatz erlangte als Kulisse für die Innenstadtaufnahmen der Fernsehserie Die Besucher einen größeren Bekanntheitsgrad.
- Pfarrhaus (Pelhřimov)

## Persönlichkeiten

### Söhne und Töchter des Ortes
- Nikolaus von Pelhřimov (etwa 1385–1460), hussitischer Theologe und Chronist
- Augustin Reichmann von Hochkirchen (1755–1828), österreichischer Adeliger und Beamter
- Eduard Jan Brynych (1846–1902), Bischof von Königgrätz
- Bohuslav Laštovička (1905–1981), Journalist und Politiker
- Lubomír Lipský (1923–2015), Schauspieler und Komiker
- Jiří Lír (1923–1995), Schauspieler und Maler
- Oldřich Lipský (1924–1986), Filmregisseur und Drehbuchautor
- František Vyskočil (* 1941), Neurowissenschaftler
- Jan Kůrka (* 1943), Sportschütze
- Jiří Novotný (* 1983), Eishockeyspieler
- Tomáš Sivok (* 1983), Fußballspieler
- Martin Frk (* 1993), Eishockeyspieler
- Libor Vondráček (* 1994), Politiker und Jurist

### Im Ort wirkten
- Inocenc Arnošt Bláha (1879–1960), tschechoslowakischer Soziologe, Philosoph, Pädagoge
- Antonín Sova (1864–1928), tschechoslowakischer Dichter und Schriftsteller